# Garbenteich
Garbenteich ist der nach Einwohnerzahl zweitgrößte Ortsteil der Stadt Pohlheim im mittelhessischen Landkreis Gießen. Die Ortsbebauung geht am Nordrand in die von Hausen über. Garbenteich liegt am Obergermanischen Limes am Rande der Wetterau in Mittelhessen am Lückebach.

## Geschichte

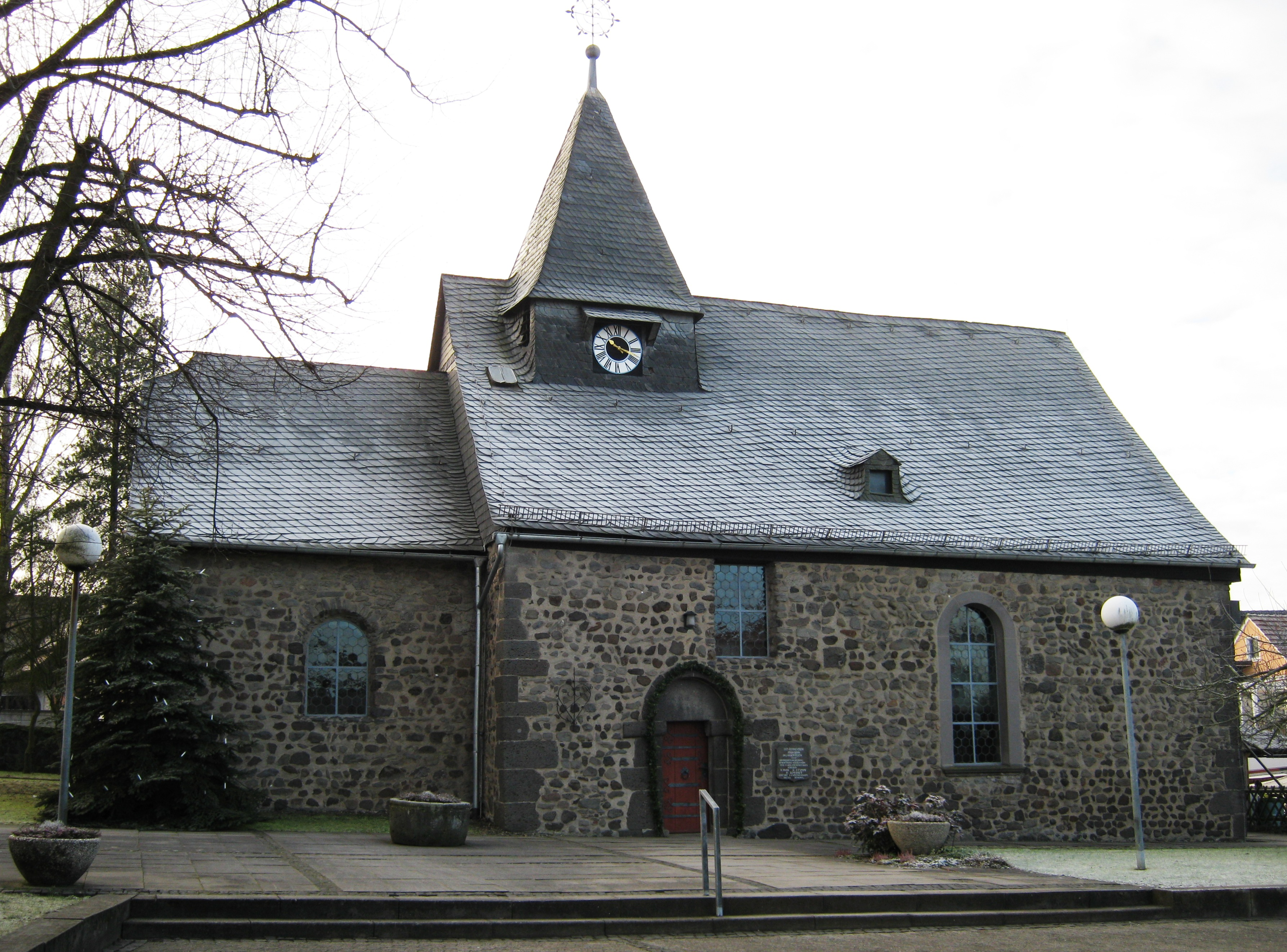
Evangelische Kirche in Garbenteich

### Überblick
Erstmals urkundlich erwähnt wurde das Dorf im Jahre 1141 als Gariwardiseich. Das Datum ist aber nicht bestätigt. Es könnte sich um eine im 13. Jahrhundert gefälschte Urkunde handeln. In erhaltenen Urkunden späterer Jahre wurde der Ort unter den folgenden Ortsnamen erwähnt (in Klammern das Jahr der Erwähnung): Garwartseyc (1258), Garwarteich (1288), Garwerteych (1359) und Garweteich (1382).
1258 wurde eine Kapelle im Dorf erwähnt.
Die Statistisch-topographisch-historische Beschreibung des Großherzogthums Hessen berichtet 1830 über Garbenteich:

„Garbenteich (L. Bez. Giessen) evangel. Filialdorf; liegt 1 1⁄2 St. von Giessen, hat 93 Häuser und 476 Einw., die außer 13 Kath. und 12 Juden evangelisch sind; auch findet sich hier eine Mühle. – Dieses Dorf wurde im 12. Jahrhundert mit 5 andern auf neue Anrodungen im Wiesecker Wald angelegt und dann nach Schiffenberg eingepfaret und solches 1145 durch den Erzbischof Albero bestätiget. Zu damaliger Zeit kam der Ort unter dem Namen Gariwarthseich vor. Von diesen 6 existiren, außer Garbenteich, noch Steinbach und Watzenborn.“

Die Schule wurde 1817 erbaut und 1970 abgebrochen. Die Sport- und Kulturhalle wurde 1968 errichtet und 1998 renoviert. 1969 wurde ein Kindergarten im Ort eingerichtet.
Am 31. Dezember 1970 wurde im Zuge der Gebietsreform in Hessen durch freiwilligen Zusammenschluss der Gemeinden Dorf-Güll, Garbenteich, Grüningen, Hausen, Holzheim und Watzenborn-Steinberg die Gemeinde Pohlheim gegründet. Für Garbenteich wurde, wie für die übrigen ehemaligen Gemeinden von Pohlheim, ein Ortsbezirk mit Ortsbeirat und Ortsvorsteher nach der Hessischen Gemeindeordnung gebildet.

### Verwaltungsgeschichte im Überblick
Die folgende Liste zeigt die Staaten und Verwaltungseinheiten, denen Garbenteich angehört(e):
- vor 1567: Heiliges Römisches Reich, Landgrafschaft Hessen, Amt Gießen, Gericht Steinbach
- ab 1567: Heiliges Römisches Reich, Landgrafschaft Hessen-Marburg, Amt Gießen, Gericht Steinbach[10]
- 1604–1648: Heiliges Römisches Reich, strittig zwischen Landgrafschaft Hessen-Darmstadt und Landgrafschaft Hessen-Kassel (Hessenkrieg)
- ab 1604: Heiliges Römisches Reich, Landgrafschaft Hessen-Darmstadt, Oberfürstentum Hessen, Oberamt Gießen (ab 1789), Gericht Steinbach
- ab 1806: Großherzogtum Hessen,[Anm. 2] Fürstentum Ober-Hessen, Landamt Gießen[11][12]
- ab 1815: Großherzogtum Hessen, Provinz Oberhessen, Landamt Gießen[13]
- ab 1821: Großherzogtum Hessen, Provinz Oberhessen, Landratsbezirk Gießen[Anm. 3]
- ab 1832: Großherzogtum Hessen, Provinz Oberhessen, Kreis Grünberg
- ab 1837: Großherzogtum Hessen, Provinz Oberhessen, Kreis Gießen
- ab 1848: Großherzogtum Hessen, Regierungsbezirk Gießen
- ab 1852: Großherzogtum Hessen, Provinz Oberhessen, Kreis Gießen
- ab 1867: Norddeutscher Bund,[Anm. 4] Großherzogtum Hessen, Provinz Oberhessen, Kreis Gießen
- ab 1871: Deutsches Reich, Großherzogtum Hessen, Provinz Oberhessen, Kreis Gießen
- ab 1918: Deutsches Reich (Weimarer Republik), Volksstaat Hessen, Provinz Oberhessen, Kreis Gießen
- ab 1938: Deutsches Reich, Volksstaat Hessen, Landkreis Gießen[14][Anm. 5]
- ab 1945: Amerikanische Besatzungszone,[Anm. 6] Groß-Hessen, Regierungsbezirk Darmstadt, Landkreis Gießen
- ab 1946: Amerikanische Besatzungszone, Hessen, Regierungsbezirk Darmstadt, Landkreis Gießen
- ab 1949: Bundesrepublik Deutschland, Hessen, Regierungsbezirk Darmstadt, Landkreis Gießen
- ab 1971: Bundesrepublik Deutschland, Hessen, Regierungsbezirk Darmstadt, Landkreis Gießen, Gemeinde Pohlheim
- ab 1977: Bundesrepublik Deutschland, Hessen, Regierungsbezirk Darmstadt, Lahn-Dill-Kreis, Gemeinde Pohlheim
- ab 1979: Bundesrepublik Deutschland, Hessen, Regierungsbezirk Darmstadt, Landkreis Gießen, Gemeinde Pohlheim
- ab 1981: Bundesrepublik Deutschland, Hessen, Regierungsbezirk Gießen, Landkreis Gießen, Gemeinde Pohlheim

### Gerichte seit 1803
In der Landgrafschaft Hessen-Darmstadt wurde mit Ausführungsverordnung vom 9. Dezember 1803 das Gerichtswesen neu organisiert. Für die Provinz Oberhessen wurde das „Hofgericht Gießen“ als Gericht der zweiten Instanz eingerichtet. Die Rechtsprechung der ersten Instanz wurde durch die Ämter bzw. Standesherren vorgenommen und somit war für Garbenteich das „Landamt Gießen“ zuständig. Nach der Gründung des Großherzogtums Hessen 1806 wurden die Aufgaben der ersten Instanz 1821 im Rahmen der Trennung von Rechtsprechung und Verwaltung auf die neu geschaffenen Land- bzw. Stadtgerichte übertragen. „Landgericht Gießen“ war daher von 1821 bis 1879 die Bezeichnung für das erstinstanzliche Gericht, das für Garbenteich zuständig war.
Anlässlich der Einführung des Gerichtsverfassungsgesetzes am 1. Oktober 1879 wurden die bisherigen Land- und Stadtgerichte im Großherzogtum Hessen aufgehoben und durch Amtsgerichte an gleicher Stelle ersetzt, ebenso verfuhr man mit den als Obergerichten fungierenden Hofgerichten, deren Funktion nun die neu errichteten Landgerichte übernahmen. Die Bezirke des Stadt- und des Landgerichts Gießen wurden zusammengelegt und bildeten nun zusammen mit den vorher zum Landgericht Grünberg gehörigen Orten Allertshausen und Climbach den Bezirk des neu geschaffenen Amtsgerichts Gießen, welches seitdem zum Bezirk des als Obergericht neu errichteten Landgerichts Gießen gehört. Zwischen dem 1. Januar 1977 und  1. August 1979 trug das Gericht den Namen „Amtsgericht Lahn-Gießen“ der mit der Auflösung der Stadt Lahn wieder in „Amtsgericht Gießen“ umbenannt wurde.

## Bevölkerung

### Einwohnerstruktur 2011
Nach den Erhebungen des Zensus 2011 lebten am Stichtag dem 9. Mai 2011 in Garbenteich 2943 Einwohner. Darunter waren 201 (6,8 %) Ausländer. Nach dem Lebensalter waren 570 Einwohner unter 18 Jahren, 1238 zwischen 18 und 49, 582 zwischen 50 und 64 und 549 Einwohner waren älter. Die Einwohner lebten in 1221 Haushalten. Davon waren 381 Singlehaushalte, 363 Paare ohne Kinder und 354 Paare mit Kindern, sowie 96 Alleinerziehende und 24 Wohngemeinschaften. In 267 Haushalten lebten ausschließlich Senioren und in 822 Haushaltungen lebten keine Senioren.

### Einwohnerentwicklung
| • 1502: | 0006 Männer                                                                                             |
| • 1577: | 040 Hausgesesse                                                                                         |
| • 1630: | 0001 dreispännige, 7 zweispännige, 19 einspännige Ackerleute, 8 Einläuftige, 1 Witwe, 7 Vormundschaften |
| • 1669: | 0183 Seelen                                                                                             |
| • 1742: | 0001 Geistliche/Beamte, 75 Untertanen, 19 Junge Mannschaften, 1 Beisasse/Jude.                          |
| • 1806: | 401 Einwohner, 89 Häuser                                                                                |
| • 1829: | 476 Einwohner, 93 Häuser                                                                                |
| • 1867: | 576 Einwohner, 103 Häuser                                                                               |

| Garbenteich: Einwohnerzahlen von 1791 bis 2015 | Garbenteich: Einwohnerzahlen von 1791 bis 2015 | Garbenteich: Einwohnerzahlen von 1791 bis 2015 | Garbenteich: Einwohnerzahlen von 1791 bis 2015 | Garbenteich: Einwohnerzahlen von 1791 bis 2015 |
| --- | ---------------------------------------------- | ---------------------------------------------- | ---------------------------------------------- | ---------------------------------------------- |
| Jahr |                                                |                                                |                                                | Einwohner                                      |
| 1791 | 1791                                           |                                                | 359                                            | 359                                            |
| 1800 | 1800                                           |                                                | 382                                            | 382                                            |
| 1806 | 1806                                           |                                                | 401                                            | 401                                            |
| 1829 | 1829                                           |                                                | 476                                            | 476                                            |
| 1834 | 1834                                           |                                                | 502                                            | 502                                            |
| 1840 | 1840                                           |                                                | 543                                            | 543                                            |
| 1846 | 1846                                           |                                                | 611                                            | 611                                            |
| 1852 | 1852                                           |                                                | 627                                            | 627                                            |
| 1858 | 1858                                           |                                                | 620                                            | 620                                            |
| 1864 | 1864                                           |                                                | 588                                            | 588                                            |
| 1871 | 1871                                           |                                                | 606                                            | 606                                            |
| 1875 | 1875                                           |                                                | 650                                            | 650                                            |
| 1885 | 1885                                           |                                                | 687                                            | 687                                            |
| 1895 | 1895                                           |                                                | 706                                            | 706                                            |
| 1905 | 1905                                           |                                                | 812                                            | 812                                            |
| 1910 | 1910                                           |                                                | 875                                            | 875                                            |
| 1925 | 1925                                           |                                                | 1.007                                          | 1.007                                          |
| 1939 | 1939                                           |                                                | 1.060                                          | 1.060                                          |
| 1946 | 1946                                           |                                                | 1.376                                          | 1.376                                          |
| 1950 | 1950                                           |                                                | 1.489                                          | 1.489                                          |
| 1956 | 1956                                           |                                                | 1.533                                          | 1.533                                          |
| 1961 | 1961                                           |                                                | 1.574                                          | 1.574                                          |
| 1967 | 1967                                           |                                                | 1.822                                          | 1.822                                          |
| 1980 | 1980                                           |                                                | ?                                              | ?                                              |
| 1990 | 1990                                           |                                                | ?                                              | ?                                              |
| 2000 | 2000                                           |                                                | ?                                              | ?                                              |
| 2011 | 2011                                           |                                                | 2.843                                          | 2.843                                          |
| 2015 | 2015                                           |                                                | 3.117                                          | 3.117                                          |
| Datenquelle: Historisches Gemeindeverzeichnis für Hessen: Die Bevölkerung der Gemeinden 1834 bis 1967. Wiesbaden: Hessisches Statistisches Landesamt, 1968. Weitere Quellen: LAGIS; 1791; 1800; Zensus 2011; Stadt Pohlheim |                                                |                                                |                                                |                                                |

### Historische Religionszugehörigkeit
| • 1830: | 0451 evangelische, 13 katholische, 12 jüdische Einwohner |
| • 1961: | 1309 evangelische, 240 römisch-katholische Einwohner.    |

### Historische Erwerbstätigkeit
| • 1961: | Erwerbspersonen: 137 Land- und Forstwirtschaft, 333 Produzierendes Gewerbe, 148 Handel, Verkehr und Nachrichtenübermittlung, 135 Dienstleistungen und Sonstiges. |

## Wappen
Am 9. September 1970 wurde der Gemeinde Garbenteich ein Wappen mit folgender Blasonierung verliehen: In Rot ein silberner, von je drei Blättern und Eicheln besteckter Eichenzweig, belegt von zwei goldenen gekreuzten Speeren.

## Verkehr
- Am Ortsrand treffen sich die Landesstraßen 3129, 3131 und 3358. Im Südosten verläuft die Bundesautobahn 5.
- Der Haltepunkt Garbenteich liegt an der Bahnstrecke Gießen–Gelnhausen. Es verkehrt die RB 46 Gießen – Hungen – Nidda – Gelnhausen.